# جيروم اندروز
جيروم اندروز (بالإنجليزية: Jerome Andrews)‏ هو راقص أمريكي، ولد في 7 سبتمبر 1908 في Plaistow, New Hampshire ‏ في الولايات المتحدة، وتوفي في 26 أكتوبر 1992 في باريس في فرنسا.

## وصلات خارجية
- جيروم اندروز على موقع IMDb (الإنجليزية)